# Тироан Сендоуз
Тироан Сендоуз (англ. Tyroane Sandows, нар. 12 лютого 1995, Йоганнесбург) — південноафриканський футболіст, нападник клубу «Греміо» (Порту-Алегрі).

## Клубна кар'єра
Вихованець бразильського клубу «Сан-Паулу», переїхав сюди в 2006 році.
З 2016 року виступає за «Греміо» (Порту-Алегрі). Дебютував в основному складі 25 вересня 2016 в матчі проти «Шапекоенсе». 20 листопада він асистував Міллеру Боланьйосу в переможному матчі проти «Америка Мінейру» 3:0.

## Виступи за збірну
2015 року захищає кольори молодіжної збірної ПАР. У складі цієї команди провів 3 матчі. 
2016 року залучався до лав олімпійської збірної ПАР. У складі збірної — учасник футбольного турніру на Олімпійських іграх 2016 року у Ріо-де-Жанейро.

## Титули
«Греміо» (Порту-Алегрі)
- Кубок Бразилії: 2016.